# Zone non aedificandi

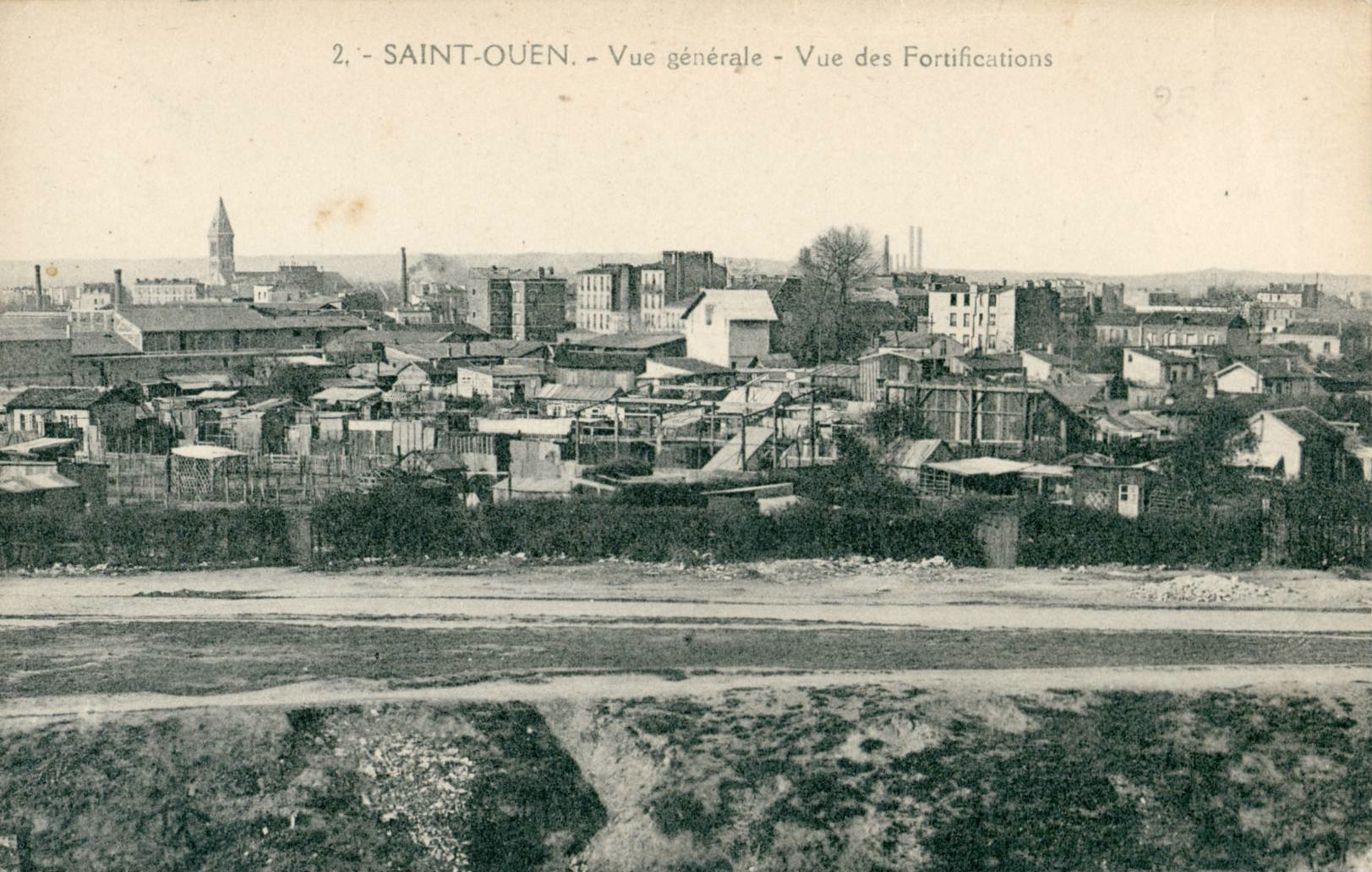
La Zone bei Saint-Ouen

Als  Zone non aedificandi bezeichnete man die etwa 250 m breite, mit Bauverbot belegte und baumfrei gehaltene Zone um die 1844 errichtete Thiers’sche Stadtbefestigung von Paris. Sie wurde auch als Zone militaire fortifiée bezeichnet oder kurz als La Zone, ihre Bewohner als Zonards.
Das Gebiet erstreckte sich ringförmig um die Stadt von den Boulevards des Maréchaux bis an die Stadtgrenze. Das Bauverbot entsprach militärischen Rücksichten, das heißt der Schaffung freien Schussfeldes für den Verteidigungsfall, also eines Glacis. Gegen Ende des 19. Jahrhunderts, nachdem der Thiers’sche Befestigungsring militärisch bedeutungslos geworden war, wurde die Errichtung nicht permanenter Bebauung geduldet. Es bildete sich ein übel beleumundeter Ring von Elendsvierteln (Slums, franz. Bidonvilles).
Ab 1919 wurde der überholte Festungswall geschleift und das Bauverbot aufgehoben. Es entstanden hier in großem Umfang Sozialwohnungen für einkommensschwache Pariser, so genannte HBM (Habitations à bon marché). Pläne, einen zusammenhängenden Grüngürtel zu schaffen, zerschlugen sich. Im 14. Arrondissement entstand um 1925 die Cité Internationale Universitaire de Paris.
In den Jahren 1954 bis 1973 wurde in der ehemaligen Zone non aedificandi die Ringautobahn um Paris herum, der Boulevard Périphérique, errichtet.